# Märkische Höhe
Märkische Höhe là một đô thị ở huyện Märkisch-Oderland, bang Brandenburg, Đức. Đô thị này có diện tích 34,27 km², dân số thời điểm 31 tháng 12 năm 2006 là 666 người.